# نانسی اوستون
نانسی هیوستون (هیوستن) ((به فرانسوی: Nancy Huston)، زاده ۱۶ سپتامبر ۱۹۵۳) نویسنده و رمان‌نویس کانادایی است. وی آثارش را هم به زبان فرانسه و هم انگلیسی می‌نویسد. وی همسر سابق تزوتان تودوروف است و از این ازدواج دارای ۲ فرزند است. وی در حال حاضر با نقاشی سوئیسی زندگی می‌کند. از وی ۲۵ اثر داستانی و ۱۴ اثر غیرداستانی به چاپ رسیده‌ است.